# Dorceus albolunulatus
Espèce
Synonymes
- Eresus albolunulatus Simon, 1876

Dorceus albolunulatus est une espèce d'araignées aranéomorphes de la famille des Eresidae.

## Distribution
Cette espèce est endémique d'Algérie.

## Description
Le mâle holotype redécrit par El-Hennawy en 2002 mesure 6 mm,.

## Publication originale
- Simon, 1876 : Description d'araignées nouvelles. Annales de la Société Entomologique de France, vol. 5, no 6, p. 86-88 (texte intégral).